# Comté de Webster (Nebraska)
Pour les articles homonymes, voir Comté de Webster.
Le comté de Webster est un comté de l'État du Nebraska, aux États-Unis. Son siège est la ville de Red Cloud.